# Армстронг, Джон (политик)
Джон Армстронг-младший (англ. John Armstrong Jr.; 25 ноября 1758, Карлайл, провинция Пенсильвания, Британская империя — 1 апреля 1843, Ред-Хук, Нью-Йорк, США) — американский солдат, дипломат и государственный деятель, который занимал должности делегата Континентального конгресса, сенатором США от Нью-Йорка и военного министра США при президенте Джеймсе Мэдисоне. Член Демократическо-республиканской партии, Армстронг был посланником Соединённых Штатов во Франции с 1804 по 1810 год.

## Биография
Джон Армстронг родился в семье генерала шотландского происхождения, Джона Армстронга (англ. John Armstrong) и его супруги Ребекки Лайон (англ. Rebecca Lyon).
Получив начальное образование в родном Карлайле, затем Джон-младший учился в Колледже Нью-Джерси (ныне Принстонский университет). Он прервал учёбу в Принстоне в 1775 году, чтобы вернуться в Пенсильванию и принять участие в войне за независимость. Молодой Армстронг сначала присоединился к полку милиции Пенсильвании, а в следующем году он был назначен адъютантом генерала Хью Мерсера из Континентальной армии. В этой роли он вынес раненого и умирающего генерала Мерсера с поля битвы при Принстоне. После смерти генерала 12 января 1777 года Армстронг стал адъютантом генерала Горацио Гейтса. Он оставался с Гейтсом во время битвы при Саратоге, а затем ушёл в отставку из-за проблем со здоровьем. В 1782 году Гейтс попросил его вернуться. Армстронг присоединился к штабу генерала Гейтса в качестве адъютанта в звании майора, которое он занимал до конца войны.
Находясь с Гейтсом в лагере в Ньюбурге, штат Нью-Йорк, Армстронг стал участником Ньюбургского заговора. Он общепризнан как автор двух анонимных писем, адресованных лагерным офицерам. Первое, озаглавленное «Обращение к офицерам» (от 10 марта 1783 г.), призывало к совещанию для обсуждения с Конгрессом невыплаты заработной платы и других недовольств и выработки плана действий. После того, как Джордж Вашингтон приказал отменить встречу и призвал к более мягкой встрече 15 марта, появилось второе обращение, в котором утверждалось, что Вашингтон поддерживает их действия.
Вашингтон успешно подавил этот протест без мятежа. Хотя роль Армстронга признавалась в его более поздней переписке, никаких официальных действий, связывающих его с анонимными письмами, никогда не было.
Позже в 1783 году Армстронг вернулся домой в Карлайл и стал первым членом Пенсильванского ордена Цинциннати. Он был назначен генерал-адъютантом ополчения Пенсильвании, а также служил секретарём Содружества Пенсильвании при президентах Дикинсоне и Франклине. В 1784 году он возглавил военный отряд из четырёхсот ополченцев в конфликте с поселенцами из Коннектикута в долине Вайоминг в Пенсильвании. Его тактика привела в ярость близлежащие штаты Вермонт и Коннектикут, которые отправили в этот район собственное ополчение. Тимоти Пикеринг был отправлен найти решение проблемы, и поселенцы смогли сохранить право собственности на землю, которую они приручили. В 1787 и 1788 годах Армстронг был послан делегатом от Пенсильвании на Конгресс Конфедерации. Конгресс предложил сделать его главным судьёй Северо-Западного края. Он отказался от этой, как и от всех других государственных должностей в течение следующих десяти лет.
Армстронг возобновил общественную жизнь после ухода Джона Лорэнса с поста сенатора США от Нью-Йорка. Как республиканец Джефферсона он был избран в ноябре 1800 г. на срок, заканчивающийся в марте 1801 г. Он занял свое место 6 ноября и был переизбран 27 января 1801 года на полный срок, но ушёл в отставку 5 февраля 1802 года. ДеВитт Клинтон был избран для заполнения вакансии, но также ушёл в отставку в 1803 года, и Армстронг был временно назначен на своё старое место.
В феврале 1804 года Армстронг был снова избран в Сенат США, чтобы заполнить вакансию, образовавшуюся в результате отставки Теодора Бэйли, но проработал всего четыре месяца до того, как президент Джефферсон назначил его послом во Францию. В Париж Армстронг привёз в качестве своего личного секретаря члена Общества объединённых ирландцев Дэвида Бэйли Уордена. После службы в качестве консула Уорден стал автором первого крупного справочника для дипломатического корпуса; «новаторский» вклад в «появление доктринальных взглядов и специальной литературы по международному праву». Армстронг служил послом в Париже до сентября 1810 года. В 1806 году он также непродолжительное время представлял Соединённые Штаты при дворе Испании.
Когда разразилась война 1812 года, Армстронга призвали на военную службу. Он был назначен бригадным генералом и отвечал за оборону порта Нью-Йорка. Затем в 1813 году президент Мэдисон назначил его военным министром.
Генри Адамс писал о нём: «Несмотря на заслуги, способности и опыт Армстронга, что-то в его характере всегда вызывало недоверие. У него были все преимущества образования, социальных и политических связей, способностей и уверенности в себе; ему было всего пятьдесят четыре года, то есть возраст Монро; но он страдал от репутации лени и интриг. Предубеждение против него было настолько сильным, что он получил только восемнадцать голосов против пятнадцати в сенате при своём утверждении; и хотя два сенатора от Виргинии вообще не голосовали, двое от Кентукки проголосовали против. При таких обстоятельствах только первоклассный военный успех мог обеспечить сопернику Монро достойное поле боя».
Армстронг внёс ряд ценных изменений в вооружённые силы, но был настолько убеждён, что британцы «не» нападут на Вашингтон, округ Колумбия, что ничего не сделал для защиты города, даже когда стало ясно, что он является целью сил вторжения. После поражения американцев в битве при Бладенсбурге и последующего сожжения Вашингтона Мэдисон, обычно снисходительный человек, вынудил его уйти в отставку в сентябре 1814 года.
Армстронг вернулся на свою ферму и возобновил спокойную жизнь. Он опубликовал ряд рассказов, биографий и несколько работ по сельскому хозяйству. Он умер в Ла-Бержери (позже переименованном в Рокби), ферме, которую он построил в Ред-Хук, штат Нью-Йорк, в 1843 году и был похоронен на кладбище в Райнбеке. После смерти Пейна Вингейта в 1838 году он стал последним выжившим делегатом Континентального конгресса и единственным, кого сфотографировали.